# Laura Buchón-Perea
Laura Buchón-Perea (Valencia, 12 de marzo de 1991) es una árbitra española de balonmano, especialista en balonmano playa y pista. Ha sido árbitra internacional en competiciones europeas y mundiales, tanto de la EHF como de la IHF.

## Trayectoria
Laura Buchón comenzó su carrera arbitral en pista desde 2011 y fue habilitada oficialmente como árbitro nacional en 2012, tras realizar el curso correspondiente.
En 2016 accedió al curso de árbitros EHF, y desde entonces ha sido designada para arbitrar en competiciones europeas como la Champions Cup. En 2018 se convirtió en árbitra internacional de la IHF, y en 2019 dirigió su primera final mundial de balonmano playa.
Ha formado pareja arbitral estable con Patricia del Valle, con quien fue nominada a dirigir competencias como los World Beach Games de San Diego y el Campeonato de Europa. En 2019 pitaron su primera final mundial y europea de balonmano playa, alcanzando reconocimiento en escenarios globales.
Junto a su compañera son fijas en las designaciones en los mundiales absolutos y los europeos de base celebrados.

## Formación y publicaciones
Graduada en Ciencias de la Actividad Física y del Deporte, publicó un estudio en la Revista de la Universidad de Valencia titulado "Estudios de género  en las revistas españolas de ciencias de la actividad física y del deporte (2006-2015)".